# Beco
Beco est une freguesia portugaise située dans le district de Santarém.
Avec une superficie de 16,21 km2 et une population de 906 habitants (2011), la paroisse possède une densité de 55,9 hab/km2.